# حصن ثول (يبعث)

تعديل مصدري - تعديل

حصن ثول هي إحدى قرى عزلة يبعث بمديرية يبعث التابعة لمحافظة حضرموت، بلغ تعداد سكانها 140 نسمة حسب تعداد اليمن لعام 2004.